# Теплота вибуху
Теплота вибуху (англ. explosion heat, нім. Explosionswärme f) — кількість теплоти, що виділяється при вибуховому розкладі 1 моля або 1 кг вибухових речовин за короткий проміжок часу. Знаходиться у межах 2,5…7,2 МДж/кг (найменша — у запобіжних ВР, найбільша — у гексогену, ТЕНу і МС). 
Теплота вибуху — одна з найважливіших констант ВР, яка обумовлює їх здатність до дроблення і подрібнення гірських порід, працездатність ВР при гірничих роботах.
| Амоніти   | Динамон | Тротил | Тетрил | Динаміт | Гексоген | ТЕН | Морська суміш |
| --------- | ------- | ------ | ------ | ------- | -------- | --- | ------------- |
| 2,5 - 5,5 | 3,9     | 4,2    | 4,6    | 5       | 5,4      | 5,7 | 5,7 - 7,2     |